# Gran Premi de Gran Bretanya del 2008
La cursa del Gran Premi de Gran Bretanya de Fórmula 1 ha estat la novena cursa de la temporada 2008 que s'ha disputat al Circuit de Silverstone el 6 de juliol del 2008.

## Qualificació per la graella
| Pos | No | Pilot                | Constructor           | Part 1   | Part 2   | Part 3      | Pos. final |
| --- | -- | -------------------- | --------------------- | -------- | -------- | ----------- | ---------- |
| 1   | 23 | Heikki Kovalainen    | McLaren - Mercedes    | 1:19.957 | 1:19.597 | 1:21.049    | 1          |
| 2   | 10 | Mark Webber          | Red Bull - Renault    | 1:20.982 | 1:19.710 | 1:21.554    | 2          |
| 3   | 1  | Kimi Räikkönen       | Ferrari               | 1:20.370 | 1:19.971 | 1:21.706    | 3          |
| 4   | 22 | Lewis Hamilton       | McLaren - Mercedes    | 1:20.288 | 1:19.537 | 1:21.835    | 4          |
| 5   | 3  | Nick Heidfeld        | BMW Sauber            | 1:21.022 | 1:19.802 | 1:21.873    | 5          |
| 6   | 5  | Fernando Alonso      | Renault               | 1:20.998 | 1:19.992 | 1:22.029    | 6          |
| 7   | 6  | Nelson Piquet Jr.    | Renault               | 1:20.818 | 1:20.115 | 1:22.491    | 7          |
| 8   | 15 | Sebastian Vettel     | Toro Rosso - Ferrari  | 1:20.318 | 1:20.109 | 1:23.251    | 8          |
| 9   | 2  | Felipe Massa         | Ferrari               | 1:20.676 | 1:20.086 | 1:23.305    | 9          |
| 10  | 4  | Robert Kubica        | BMW Sauber            | 1:20.444 | 1:19.788 | Sense temps | 10         |
| 11  | 9  | David Coulthard      | Red Bull - Renault    | 1:21.224 | 1:20.174 |             | 11         |
| 12  | 12 | Timo Glock           | Toyota                | 1:20.893 | 1:20.274 |             | 12         |
| 13  | 14 | Sébastien Bourdais   | Toro Rosso - Ferrari  | 1:20.584 | 1:20.531 |             | 13         |
| 14  | 11 | Jarno Trulli         | Toyota                | 1:21.145 | 1:20.601 |             | 14         |
| 15  | 8  | Kazuki Nakajima      | Williams - Toyota     | 1:21.407 | 1:21.112 |             | 15         |
| 16  | 17 | Rubens Barrichello   | Honda                 | 1:21.512 |          |             | 16         |
| 17  | 16 | Jenson Button        | Honda                 | 1:21.631 |          |             | 17         |
| 18  | 7  | Nico Rosberg         | Williams - Toyota     | 1:21.668 |          |             | 20         |
| 19  | 20 | Adrian Sutil         | Force India - Ferrari | 1:21.786 |          |             | 18         |
| 20  | 21 | Giancarlo Fisichella | Force India - Ferrari | 1:21.885 |          |             | 19         |

- Per primera vegada en tota la temporada, el pilot Kazuki Nakajima, de Williams, va quedar per davant del seu company d'escuderia, l'alemany Nico Rosberg, el qual va tenir molts problemes amb els reglatges del seu monoplaça.

- Per primera vegada en tota la temporada, els dos pilots de Toro Rosso van entrar a la Q2.

- Per problemes tècnics, el pilot Robert Kubica, de BMW, no va poder fer cap intent de volta ràpida en la Q3. Això va permetre que, després de molts GP, el seu company d'equip, l'alemany Nick Heidfeld, quedés per davant seu en una sessió oficial de qualificació.

- El pilot Felipe Massa, de Ferrari, no va poder fer un segon intent de volta ràpida, en la Q3, perquè no hi va arribar a temps.

## Cursa

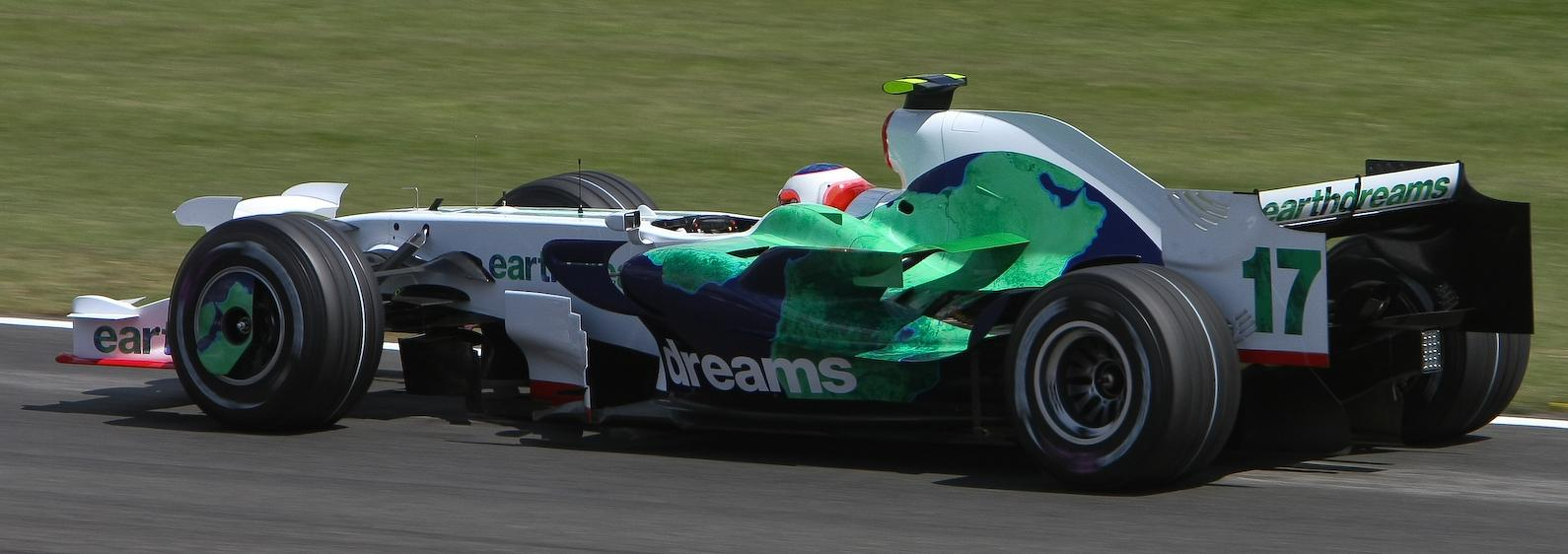
Rubens Barrichello amb Honda va fer tercer.

| Pos | No | Pilot                | Constructor           | Voltes | Temps / Retirada | Graella | Punts |
| --- | -- | -------------------- | --------------------- | ------ | ---------------- | ------- | ----- |
| 1   | 22 | Lewis Hamilton       | McLaren - Mercedes    | 60     | 1: 39: 09. 440   | 4       | 10    |
| 2   | 3  | Nick Heidfeld        | BMW Sauber            | 60     | + 1:08.577 min.  | 5       | 8     |
| 3   | 17 | Rubens Barrichello   | Honda                 | 60     | +1: 22.273 min.  | 16      | 6     |
| 4   | 1  | Kimi Räikkönen       | Ferrari               | 59     | +1 Volta         | 3       | 5     |
| 5   | 23 | Heikki Kovalainen    | McLaren - Mercedes    | 59     | +1 Volta         | 1       | 4     |
| 6   | 5  | Fernando Alonso      | Renault               | 59     | +1 Volta         | 6       | 3     |
| 7   | 11 | Jarno Trulli         | Toyota                | 59     | +1 Volta         | 14      | 2     |
| 8   | 8  | Kazuki Nakajima      | Williams - Toyota     | 59     | +1 Volta         | 15      | 1     |
| 9   | 7  | Nico Rosberg         | Williams - Toyota     | 59     | +1 Volta         | 20      |       |
| 10  | 10 | Mark Webber          | Red Bull - Renault    | 59     | +1 Volta         | 2       |       |
| 11  | 14 | Sébastien Bourdais   | Toro Rosso - Ferrari  | 59     | +1 Volta         | 13      |       |
| 12  | 12 | Timo Glock           | Toyota                | 59     | +1 Volta         | 12      |       |
| 13  | 2  | Felipe Massa         | Ferrari               | 58     | +2 Voltes        | 9       |       |
| Ret | 4  | Robert Kubica        | BMW Sauber            | 39     | Virolla          | 10      |       |
| Ret | 16 | Jenson Button        | Honda                 | 38     | Col·lisió        | 17      |       |
| Ret | 6  | Nelson Piquet Jr.    | Renault               | 35     | Virolla          | 7       |       |
| Ret | 21 | Giancarlo Fisichella | Force India - Ferrari | 16     | Virolla          | 19      |       |
| Ret | 20 | Adrian Sutil         | Force India - Ferrari | 10     | Virolla          | 18      |       |
| Ret | 15 | Sebastian Vettel     | Toro Rosso - Ferrari  | 0      | Col·lisió        | 8       |       |
| Ret | 9  | David Coulthard      | Red Bull - Renault    | 0      | Col·lisió        | 11      |       |

## Altres
- Volta ràpida: Kimi Räikkönen 1: 32. 150 (Volta 18)

- Pole: Heikki Kovalainen 1: 21. 049

| Anterior G.P.: Gran Premi de França del 2008        | FIA 2008 Fórmula 1 Campionat mundial | Següent G.P.: Gran Premi d'Alemanya del 2008       |
| Anterior G.P.: Gran Premi de Gran Bretanya del 2007 | Gran Premi de Gran Bretanya          | Següent G.P.: Gran Premi de Gran Bretanya del 2009 |